# Calamagrostis jamesonii
Calamagrostis jamesonii är en gräsart som beskrevs av Ernst Gottlieb von Steudel. Calamagrostis jamesonii ingår i släktet rör, och familjen gräs.
Artens utbredningsområde är Ecuador. Inga underarter finns listade i Catalogue of Life.